# Howard Taylor Ricketts

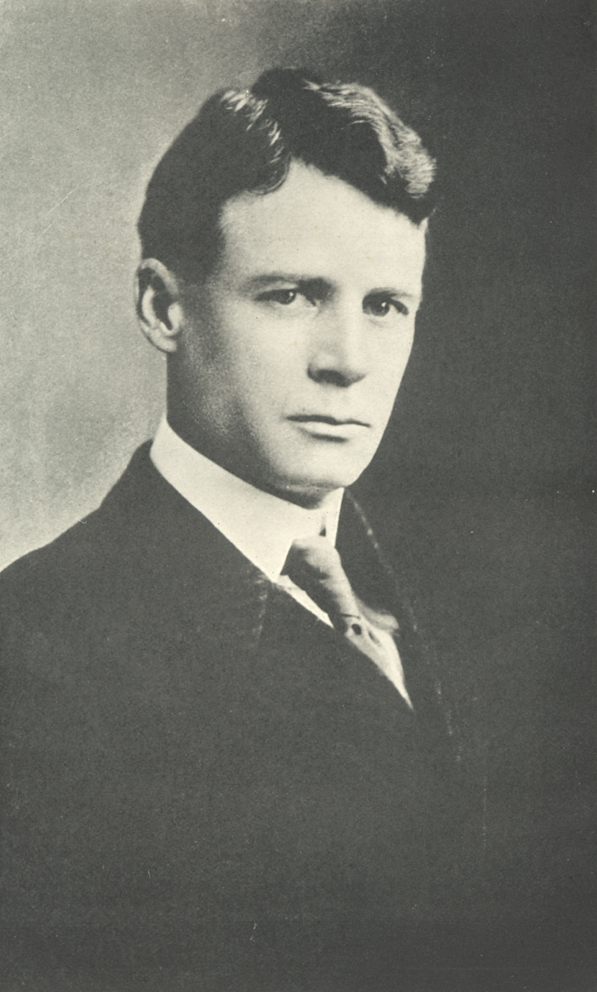
Howard Taylor Ricketts

Howard Taylor Ricketts (* 9. Februar 1871 in Findlay, Ohio; † 3. Mai 1910 in Mexiko-Stadt, Mexiko) war ein US-amerikanischer Mikrobiologe und Pathologe. Ricketts erkannte die Übertragung des Fleckfiebers durch Kleiderläuse.

## Leben
Ricketts wuchs auf einer Farm auf und orientierte sich am methodistischen Glauben. Er studierte ab 1890 Medizin an der Northwestern University in Evanston, ab 1892 an der University of Nebraska und ab 1894 an der Northwestern Medical School. 1897 wurde er promoviert. Nach zwei Jahren als Assistenzarzt und Forschungen zur Blastomykose studierte er in Berlin, Paris und Wien Mikrobiologie. 1902 ging er als Associate Professor der Pathologie an die University of Chicago.
Als er 1906 auf Urlaub in Montana war, hörte er von dem Ausbruch einer Infektionskrankheit (später nach dem Ort der ersten dokumentierten Fälle Rocky-Mountains-Fleckfieber bezeichnet) in den Rocky Mountains, einer tödlichen Krankheit, die auf ein kleines Gebiet im Westen begrenzt war. Daraufhin untersuchte er diese, die von Tieren als Transportwirten auf den Menschen übertragen wird, und konnte 1908 den Erreger im Blut infizierter Menschen und in der als Vektor aktiven Viehzeckenart (Dermacentor occidentalis) nachweisen. Dabei handelt es sich um unbewegliche Stäbchen- oder Kugelbakterien. Ihr Stoffwechsel funktioniert nicht eigenständig, daher benötigen sie Wirtszellen zum Überleben und können deswegen als Parasiten bezeichnet werden (Rickettsia rickettsii).
1909 reiste er nach Mexiko-Stadt, wo eine Fleckfieber-Epidemie herrschte. Er vermutete, dass Fleckfieber (auch „Flecktyphus“ genannt) durch den gleichen Mechanismus ausgelöst wird wie das Rocky-Mountain-Fleckfieber.
Wenige Tage nachdem es Ricketts 1910 gelang, den für die Infektionskrankheit wahrscheinlich verantwortlichen Erreger zu isolieren, erkrankten er selbst sowie zwei Mitarbeiter daran. Ricketts starb am 3. Mai 1910 in Mexiko-Stadt.
Die zwischen Bakterien und Viren angesiedelten Rickettsien sind nach ihm benannt. Die University of Chicago vergibt ihm zu Ehren jährlich den Howard Taylor Ricketts Award, dessen jeweiliger Preisträger eine Vorlesung hält. An der Universität von Chicago existierte von 1914 bis in die 1980er Jahre das Ricketts Laboratory, seit 2009 das Howard T. Ricketts Regional Biocontainment Laboratory, ein Biosafety-Level-3-Labor.

## Schriften
- Oidiomycosis (blastomycosis) of the skin and its fungi. Journal of Medical Research, 1901.
- Infection, immunity and serum therapy. American Medical Association Press, Chicago 1906.
- Preliminary Report on the Wood Tick. Montana Experiment Station, 1908.
- Contributions to Medical Science. University of Chicago Press, 1911.